# Light (rapper)
Light, precedentemente noto come Yung Light, pseudonimo di Chrīstos Iōannidīs (in greco Χρήστος Ιωαννίδης?; Sykies, 24 gennaio 1995), è un rapper greco.

## Biografia
Nato a Sykies da madre keniota e padre greco, Chrīstos Iōannidīs inizia a rappare nel 2012, all'età di 17 anni. Nel 2015 pubblica l'EP di 6 tracce Nero greco, mentre il 27 ottobre 2017 è la volta del primo album in studio Primo.
Nel 2020 esce l'album Supernova in collaborazione con il rapper Hawk, mentre il 4 giugno 2021 pubblica Immortale, contenente ospiti come Mad Clip, Strat e Vlospa, che entra nella top 10 dei più ascoltati su Spotify a livello mondiale nella prima settimana.
L'8 luglio 2022 pubblica il terzo album solista, dal titolo Romeo, contenente collaborazioni con Fy, Trannos, Finem, Farid Bang, Stan e i Melisses, che viene certificato disco di diamante. Il 29 novembre 2024 esce invece il quarto album No Cap.

## Discografia

### Album in studio
- 2017 – Primo
- 2020 – Supernova (con Hawk)
- 2021 – Immortale
- 2022 – Romeo
- 2024 – No Cap

### EP
- 2015 – Nero greco